# Manfred Pohlmann
Pour l’article homonyme, voir Eric Pohlmann.
Manfred Pohlmann né le 19 mai 1955 à Bendorf en Rhénanie-Palatinat, est un auteur-compositeur-interprète allemand, qui chante principalement en francique mosellan de la région de Coblence. Il est également membre du groupe musical franco-allemand Mannijo.

## Production
En France, il s'est produit plusieurs fois lors du festival Mir redde Platt à Sarreguemines. D'autre part, il s'est également produit en compagnie de l'alsacien Roger Siffer dans le cadre du projet Papa Rhein, qui inclut chansons et sketches.

## Discographie
Parutions, : 
- Holl Iwwer (Vinyl) (1988)
- Holl iwwer (CD) (1993)
- M (1995)
- Jubil-Jöh (1996)
- Mach dein Dier weit off (1998)
- Manfred Pohlmann – Live (2004)
- Uns bindet die Liebe, uns bindet die Not (2006)
- Wenn das Freddy wüsste … (2007)
- Gguggugg (2013)

### Avec d'autres artistes
- Papa Rhein (2000) avec Roger Siffer et Henri Muller